# لوازم الکترونیکی مصرفی

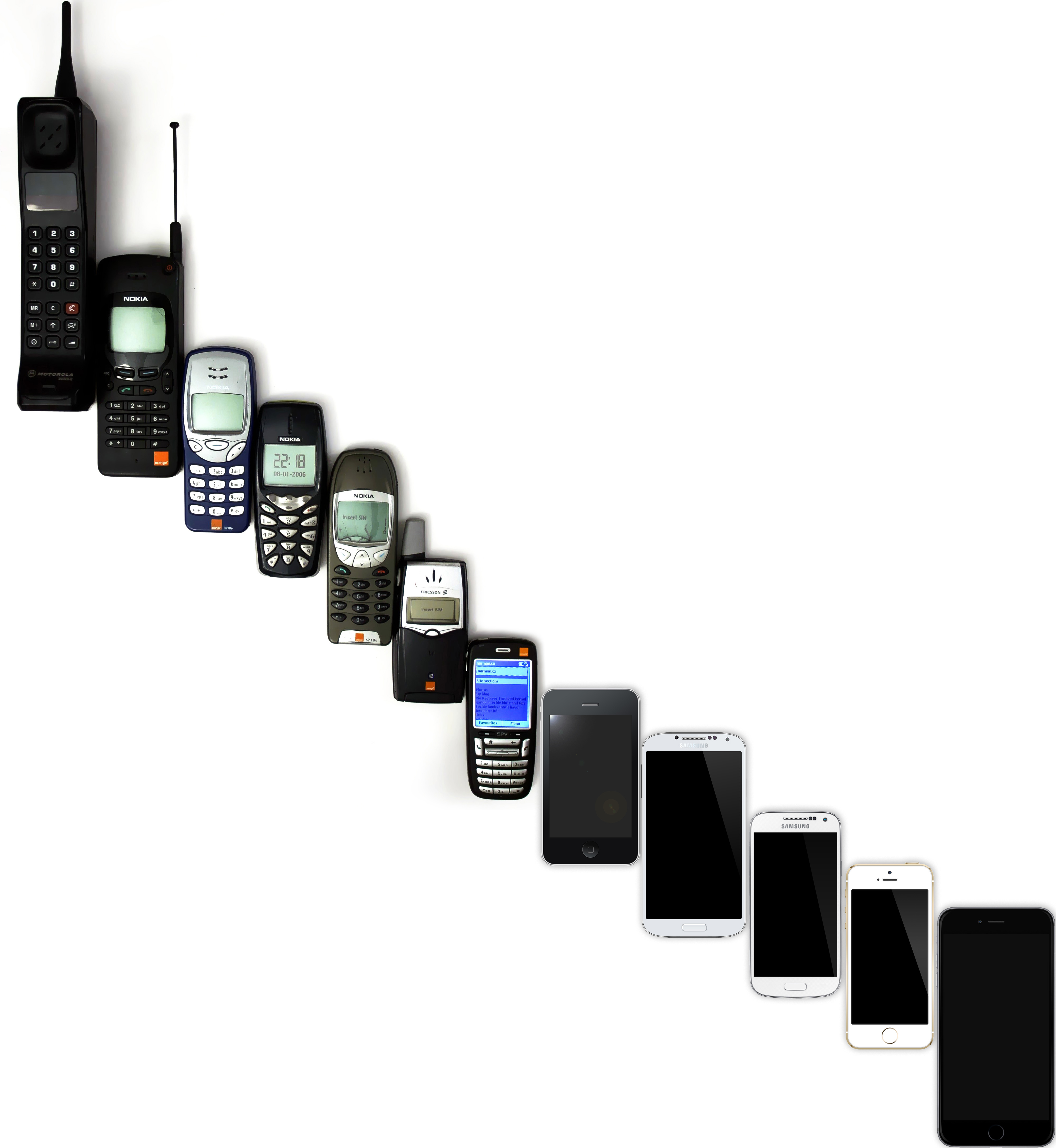
این تصویر نشان می‌دهد که چگونه صنعت تلفن همراه به آنچه امروزه به آن تلفن‌های هوشمند مدرن می‌گوییم تکامل یافته‌است.

لوازم الکترونیکی مصرفی (انگلیسی: Consumer Electronics) یا لوازم الکترونیکی خانگی تجهیزات الکترونیکی (آنالوگ یا دیجیتال) هستند که به صورت روزمره، معمولاً در خانه‌های شخصی استفاده می‌شوند. لوازم الکترونیکی مصرفی شامل وسایلی است که برای سرگرمی، ارتباطات و تفریح مورد استفاده قرار می‌گیرند.
پخش رادیویی در اوایل قرن ۲۰ میلادی اولین محصول عمده مصرفی، یعنی گیرنده پخش رادیو را به ارمغان آورد. محصولات بعدی شامل تلفن، تلویزیون و ماشین حساب، ضبط و پخش صوتی و تصویری، کنسول‌های بازی، رایانه‌های شخصی و دستگاه‌های پخش MP3 بود. در دهه ۲۰۱۰، فروشگاه‌های لوازم الکترونیکی مصرفی اغلب دستگاه‌هایی از قبیل GPS، لوازم الکترونیکی خودرو (ضبط ماشین)، کنسول بازی‌های ویدیویی، آلات موسیقی الکترونیکی (به عنوان مثال، صفحه کلیدهای سینت سایزر)، دستگاه‌های کارائوکه، دوربین‌های دیجیتال و پخش کننده‌های ویدیو می‌فروشند (VCR در دهه‌های ۱۹۸۰ و ۱۹۹۰، به دنبال آن دستگاه‌های پخش DVD و دستگاه‌های پخش Blu-ray). فروشگاه‌ها همچنین لوازم هوشمند، دوربین‌های دیجیتال، دوربین فیلمبرداری، تلفن‌های همراه و تلفن‌های هوشمند را به فروش می‌رسانند. برخی از محصولات جدید فروخته شده شامل عینک‌های نمایش واقعیت مجازی، اینترنت اشیاء و تکنولوژی قابل پوشیدن هستند.
پیش‌بینی می‌شود فروش سالانه لوازم الکترونیکی مصرفی تا سال ۲۰۲۰ به ۲٫۹ تریلیون دلار برسد. این صنعت فقط بخشی از صنعت الکترونیک است. در عوض، نیروی محرک صنعت الکترونیک صنعت نیمه‌رسانا است. عنصر اصلی ساخت وسایل الکترونیکی مدرن MOSFET (ترانزیستور MOS) است، که امکان مقیاس‌بندی و کوچک‌سازی آن عامل اصلی رشد سریع نمایی فناوری الکترونیکی از دهه ۱۹۶۰ بوده‌است.